# Polska na Halowych Mistrzostwach Europy w Lekkoatletyce 2015
Polska na Halowych Mistrzostwach Europy w Lekkoatletyce 2015 – reprezentacja Polski podczas halowych Mistrzostw Europy w Pradze między 5–8 marca w stolicy Czech, Pradze. Kadra liczyła 45 zawodników – 27 mężczyzn i 18 kobiet. W ostatniej chwili z zawodów z powodu choroby wycofał się obrońca tytułu z 2013 Adam Kszczot – zastąpił go Karol Konieczny.

## Minima kwalifikacyjne
Termin uzyskiwania minimów PZLA został określony na 17 stycznia–22 lutego.
| Konkurencja                    | Kobiety | Mężczyźni |
| ------------------------------ | ------- | --------- |
| Bieg na 60 metrów              | 7,30    | 6,67      |
| Bieg na 400 metrów             | 52,95   | 46,90     |
| Bieg na 800 metrów             | 2:03,00 | 1:48,20   |
| Bieg na 1500 metrów            | 4:12,00 | 3:42,00   |
| Bieg na 3000 metrów            | 9:02,00 | 7:56,00   |
| Bieg na 60 metrów przez płotki | 8,12    | 7,70      |
| Skok wzwyż                     | 1,92    | 2,28      |
| Skok o tyczce                  | 4,45    | 5,65      |
| Skok w dal                     | 6,55    | 7,90      |
| Trójskok                       | 14,00   | 16,70     |
| Pchnięcie kulą                 | 17,50   | 19,80     |

W kadrze znaleźli się także zawodnicy, którzy nie wypełnili minimów, sprinterzy Kamil Kryński oraz Marika Popowicz, zaś niektórzy zawodnicy otrzymali powołanie na innym dystansie niż ten, na którym uzyskali wskaźnik dający kwalifikację. W biegach sztafetowych oraz wielobojach prawo występu otrzymali lekkoatleci zaproszeni do występu (według wcześniej podanego przez European Athletics klucza). Wśród wieloboistów kwalifikację tą drogą (i automatyczne włączenie do polskiej kadry na zawody) uzyskał Paweł Wiesiołek, zaś w sztafecie 4 × 400 metrów (obie polskie drużyny otrzymały zaproszenie od organizatorów na podstawie rezultatów sztafet z sezonu 2014) Polski Związek Lekkiej Atletyki ustanowił dodatkowe minima (średnia wyników najlepszej czwórki w biegu na 400 metrów – 47,15 dla mężczyzn / 53,15 dla kobiet), kobieca sztafeta tego wskaźnika nie uzyskała, jednak zdecydowano się wysłać Polki na mistrzostwa.

## Występy reprezentantów Polski

### Mężczyźni

#### Konkurencje biegowe
| Zawodnik                                                                              | Konkurencja               | Eliminacje | Eliminacje | Półfinał | Półfinał | Finał    | Finał |
| Zawodnik                                                                              | Konkurencja               | Rezultat   | Poz.       | Rezultat | Poz.     | Rezultat | Poz.  |
| ------------------------------------------------------------------------------------- | ------------------------- | ---------- | ---------- | -------- | -------- | -------- | ----- |
| Kamil Kryński                                                                         | Bieg na 60 m              | 6,68       | 16. Q,     | 6,69     | 16.      | NQ       | NQ    |
| Remigiusz Olszewski                                                                   | Bieg na 60 m              | 6,66       | 13. Q      | 6,66     | 11.      | NQ       | NQ    |
| Łukasz Krawczuk                                                                       | Bieg na 400 m             | 47,14      | 6. Q       | 46,71    | 2. Q     | 46,31    | 4.    |
| Rafał Omelko                                                                          | Bieg na 400 m             | 46,95      | 2. Q       | 47,52    | 10. Q    | 46,26    | 3.    |
| Karol Zalewski                                                                        | Bieg na 400 m             | 47,24      | 9. Q       | 46,84    | 6.       | NQ       | NQ    |
| Kamil Gurdak                                                                          | Bieg na 800 m             | 1:50,76    | 30.        | NQ       | NQ       | NQ       | NQ    |
| Karol Konieczny                                                                       | Bieg na 800 m             | 1:49,65    | 15. Q      | 1:50,96  | 11.      | NQ       | NQ    |
| Marcin Lewandowski                                                                    | Bieg na 800 m             | 1:48,56    | 4. Q       | 1:50,10  | 6. Q     | 2:46,67  | 1.    |
| Szymon Krawczyk                                                                       | Bieg na 1500 m            | 3:51,72    | 26.        | —        | —        | NQ       | NQ    |
| Artur Ostrowski                                                                       | Bieg na 1500 m            | 3:40,24    | 2. Q,      | —        | —        | 3:44,98  | 9.    |
| Krzysztof Żebrowski                                                                   | Bieg na 1500 m            | 3:49,76    | 22.        | —        | —        | NQ       | NQ    |
| Mateusz Demczyszak                                                                    | Bieg na 3000 m            | 8:09,30    | 22.        | —        | —        | NQ       | NQ    |
| Łukasz Parszczyński                                                                   | Bieg na 3000 m            | 7:52,57    | 12. Q      | —        | —        | 7:50,11  | 7.    |
| Dominik Bochenek                                                                      | Bieg na 60 m przez płotki | 7,79       | 19. Q      | 7,73     | =13.     | NQ       | NQ    |
| Damian Czykier                                                                        | Bieg na 60 m przez płotki | 7,73       | 14. q      | 7,75     | 15.      | NQ       | NQ    |
| Karol Zalewski Rafał Omelko Łukasz Krawczuk Jakub Krzewina Patryk Dobek Andrzej Jaros | Sztafeta 4 × 400 m        | —          | —          | —        | —        | 3:02,97  | 2. ,  |

#### Konkurencje techniczne
| Zawodnik            | Konkurencja    | Eliminacje | Eliminacje | Finał    | Finał   |
| Zawodnik            | Konkurencja    | Rezultat   | Pozycja    | Rezultat | Pozycja |
| ------------------- | -------------- | ---------- | ---------- | -------- | ------- |
| Sylwester Bednarek  | Skok wzwyż     | 2,24       | 9.         | NQ       | NQ      |
| Piotr Lisek         | Skok o tyczce  | 5,70       | 6. Q       | 5, 85    | 3.      |
| Robert Sobera       | Skok o tyczce  | 5,70       | =1. Q      | 5, 80    | 4.      |
| Adrian Strzałkowski | Skok w dal     | 7,70       | 12.        | NQ       | NQ      |
| Adrian Świderski    | Trójskok       | 16,12      | 12.        | NQ       | NQ      |
| Konrad Bukowiecki   | Pchnięcie kulą | 20,46      | 5. q, EJR, | 20,46    | 6., =   |
| Rafał Kownatke      | Pchnięcie kulą | 19,78      | 12.        | NQ       | NQ      |
| Jakub Szyszkowski   | Pchnięcie kulą | NM         | –          | NQ       | NQ      |

| Paweł Wiesiołek | Bieg na 60 m              | 7,03  | 872 | 7.  |
| Paweł Wiesiołek | Skok w dal                | 7,63  | 967 | 2.  |
| Paweł Wiesiołek | Pchnięcie kulą            | 14,32 | 748 | 6.  |
| Paweł Wiesiołek | Skok wzwyż                | 1,98  | 785 | 6.  |
| Paweł Wiesiołek | Bieg na 60 m przez płotki | 8,13  | 949 | 10. |
| Paweł Wiesiołek | Skok o tyczce             | 4,50  | 760 | 12. |
| Paweł Wiesiołek | Bieg na 1000 m            | DNS   | DNS | DNS |
| Paweł Wiesiołek | Razem                     | Razem | DNF | DNF |

### Kobiety

#### Konkurencje biegowe
| Zawodniczka                                                                    | Konkurencja               | Eliminacje | Eliminacje | Półfinał | Półfinał | Finał    | Finał    |
| Zawodniczka                                                                    | Konkurencja               | Rezultat   | Poz.       | Rezultat | Poz.     | Rezultat | Poz.     |
| ------------------------------------------------------------------------------ | ------------------------- | ---------- | ---------- | -------- | -------- | -------- | -------- |
| Marika Popowicz                                                                | Bieg na 60 m              | 7,34       | 19. Q      | 7,38     | 21.      | NQ       | NQ       |
| Ewa Swoboda                                                                    | Bieg na 60 m              | 7,24       | 9. Q       | 7,22     | 8. q     | 7,20     | 8., EJR, |
| Małgorzata Hołub                                                               | Bieg na 400 m             | 53,31      | 11.        | NQ       | NQ       | NQ       | NQ       |
| Justyna Święty                                                                 | Bieg na 400 m             | 53,74      | 14. Q      | 53,53    | 9.       | NQ       | NQ       |
| Syntia Ellward                                                                 | Bieg na 800 m             | 2:05,68    | 18.        | NQ       | NQ       | NQ       | NQ       |
| Joanna Jóźwik                                                                  | Bieg na 800 m             | 2:04,50    | 11. Q      | 2:08,47  | 7. Q     | 2:02,45  | 3.       |
| Katarzyna Broniatowska                                                         | Bieg na 1500 m            | —          | —          | —        | —        | 4:12,71  | 4.       |
| Angelika Cichocka                                                              | Bieg na 1500 m            | —          | —          | —        | —        | 4:10,53  | 2.       |
| Renata Pliś                                                                    | Bieg na 1500 m            | —          | —          | —        | —        | 4:16,96  | 8.       |
| Sofia Ennaoui                                                                  | Bieg na 3000 m            | 9:04,29    | 11. Q      | —        | —        | 8:56,77  | 6.       |
| Karolina Kołeczek                                                              | Bieg na 60 m przez płotki | 8,13       | 16. q      | 8,05     | 12.      | NQ       | NQ       |
| Joanna Linkiewicz Małgorzata Hołub Monika Szczęsna Justyna Święty Ewelina Ptak | Sztafeta 4 × 400 m        | —          | —          | —        | —        | 3:31,90  | 3.       |

#### Konkurencje techniczne
| Zawodniczka           | Konkurencja    | Eliminacje | Eliminacje | Finał    | Finał   |
| Zawodniczka           | Konkurencja    | Rezultat   | Pozycja    | Rezultat | Pozycja |
| --------------------- | -------------- | ---------- | ---------- | -------- | ------- |
| Urszula Gardzielewska | Skok wzwyż     | 1,87       | =11.       | NQ       | NQ      |
| Justyna Kasprzycka    | Skok wzwyż     | 1,94       | 1. Q,      | 1,94     | 6., =   |
| Kamila Lićwinko       | Skok wzwyż     | 1,94       | 5. Q       | 1,94     | 3.      |
| Paulina Guba          | Pchnięcie kulą | 17,73      | 4. q,      | 17,47    | 5.      |